# サンティアゴ・モウリーニョ
アルバロ・サンティアゴ・モウリーニョ・ゴンサレス（Álvaro Santiago Mouriño González, 2002年2月13日 - ）は、ウルグアイ・モンテビデオ県モンテビデオ出身のプロサッカー選手。デポルティーボ・アラベス所属。ポジションはDF。

## クラブ経歴
ナシオナル・モンテビデオのユースチームを経て、2022年1月にラシン・クラブ・デ・モンテビデオと契約。同年5月21日の2部リーグのCAプログレッソ戦で、後半44分に起用されプロデビュー。同年シーズンは15試合に出場し、2部リーグ優勝に貢献。翌2023年シーズンは、初のトップリーグながら、シーズン途中まで15試合に先発出場するなど、最終ラインを支える。5月には早速アトレティコ・マドリードからの関心が報じられた。
2023年7月6日、アトレティコ・マドリードと5年契約を締結。8月12日にはレアル・サラゴサへの1年間のローン移籍も発表された。
2024年8月27日、デポルティーボ・アラベスに移籍した。